# سخرية العمالقة
سخرية العمالقة ( باليابانية 寸劇の巨人 روماجي Sungeki no Kyojin،حرفيا. "قصص العمالقة الفكاهية") هي رسوم مانغا يابانية من نوع 4-بانيل من تأليف هونوري. إن السلسلة من محاكاة ساخرة-سبينوف لهاجيمي إيساياما في سلسلة مانغا هجوم العمالقة. نشرت المانغا باللغة اليابانية والإنجليزية في كودانشا وتطبيق مانغا بوكس في 4 ديسمبر 2013 حتى عام 31 ديسمبر 2014.
أعلنت كودانشا الولايات المتحدة عن ترخيصها للمانغا في مؤتمر نيويورك كوميك كون في 10 أكتوبر 2015، لنشرها المانغا باللغة الإنجليزية في عام 2016.

## المجلدات
| م. | تاريخ الإصدار الياباني | ردمك                   | تاريخ الإصدار الإنجليزي | ردمك                   |
| -- | ---------------------- | ---------------------- | ----------------------- | ---------------------- |
| 01 | 8 أغسطس 2014.          | ISBN 978-4-06-395152-3 | 13 سبتمبر 2016.         | ISBN 978-1-63-236408-1 |
| 02 | 9 أبريل 2015.          | ISBN 978-4-06-395360-2 | 13 ديسمبر 2016.         | ISBN 978-1-63-236409-8 |

## وصلات خارجية
- سخرية العمالقة على موقع ANN manga (الإنجليزية)

- سخرية العمالقة (مانغا) من شبكة أخبار الأنمي's encyclopedia